# Helium Vola
Helium Vola is een Duitse muziekband die in 2001 werd opgericht door Ernst Horn, nadat hij de band Qntal verlaten had.
Helium Vola interpreteert middeleeuwse zangteksten uit het oud-Duits, Latijn, Provençaals en Middelfrans in moderne elektronische klanken.
De geproduceerde albums zijn alle gebaseerd op een concept. Zo gaat de cd Helium Vola over de ondergang van de atoomonderzeeboot de Koersk. Liod gaat over de levensweg van een doorsnee vrouw in de middeleeuwen.

## Bandleden
- Ernst Horn (Deine Lakaien, daarvoor Qntal) - Instrumenten, compositie
- Sabine Lutzenberger (Ensemble für frühe Musik Augsburg) - Zang

## Discografie
Albums
- Helium Vola (2001)
- Liod (2004)
- Für euch, die ihr liebt (2009)
- Wohin? (2013)

Singles
- Omnis Mundi Creatura (2001)
- Veni Veni (2004)
- In lichter Farbe steht der Wald (2004)